# 刘继宗
劉繼宗（越南语：／，？—？），是10世紀时占城的一位国王。
劉繼宗本是越南管甲，後逃往占婆。趁占婆混亂之機夺得占城王位。986年，曾派遣李朝仙向北宋朝贡。
後來大瞿越皇帝黎桓派遣養子攻打占城，擒劉繼宗而殺之。